# Tetragonioideae
Tetragonioideae es una subfamilia de plantas de la familia Aizoaceae. Tiene los siguientes géneros.

## Géneros
- Tetragonia L.
- Tribulocarpus S.Moore